# Ténèbres (nouvelle)
Pour les articles homonymes, voir Ténèbres.
Ténèbres est une nouvelle de cinq pages d'Anton Tchekhov, publiée en 1887.

## Historique
Ténèbres est initialement publié dans la revue russeLe Journal de Pétersbourg, numéro 25, du 26 janvier 1887. Aussi traduit en français sous le titre Dans les ténèbres,.

## Résumé
Kirill vient supplier le docteur du district de faire libérer son frère Vassili, condamné à trois années de pénitencier. Sa famille a besoin de Vassili pour faire marcher la forge familiale. 
Kirill est têtu, et c’est sa seule force, car un individu ne peut rien contre une décision de justice. Le docteur le lui a expliqué, tout comme le commissaire et le juge. Un vieil homme lui conseille d’aller voir un certain Sinéokov, membre de la commission paysanne. 
Quatre jours plus tard, Kirill est de nouveau devant le docteur à supplier.

## Édition française
- Ténèbres, traduit par Édouard Parayre, Édition Gallimard, Bibliothèque de la Pléiade, 1970  (ISBN 2-07-010550-4)